# Vienna (Luizjana)
Vienna – miasto w Stanach Zjednoczonych, w stanie Luizjana, w parafii Lincoln.